# Ammothea acheliata
Ammothea acheliata is een zeespin uit de familie Ammotheidae. De soort behoort tot het geslacht Ammothea. Ammothea acheliata werd in 1998 voor het eerst wetenschappelijk beschreven door Child. 